# Otto Ackermann (pittore)
Otto Ackermann (Berlino, 14 febbraio 1872 – Düsseldorf, 31 maggio 1953) è stato un pittore tedesco.

## Biografia
A Berlino fu allievo di Hermann Eschke, pittore di marine. Si trasferì in seguito a Düsseldorf, città che usò come base per numerosi viaggi lungo il basso Reno e i porti del Belgio e dei Paesi Bassi. Fu pittore paesaggista, soprattutto di porti e spiagge. Si specializzò nella resa luministica e cromatica dei soggetti.